# Johan Zuidema
Johan Zuidema (Zwaagwesteinde, 21 settembre 1948) è un ex calciatore olandese, di ruolo attaccante.

## Carriera

### Club
Dopo aver iniziato la carriera tra le file del Cambuur, Zuidema si trasferisca nel 1973 al Twente, con cui raggiunge la finale della Coppa UEFA 1974-1975, perdendo però nel doppio confronto giocato con il Borussia Mönchengladbach; nella stessa competizione ha segnato tre gol nel doppio match di semifinale contro la Juventus.
Dopo la finale persa, passa al N.E.C. dove resta una sola stagione, firmando l'anno seguente per l'Ajax, con cui chiude la carriera nel 1979. Con la squadra della capitale vince due campionati (1976-1977 e 1978-1979) e una KNVB beker (1978-1979).

### Nazionale
Zuidema ha giocato due partite per la nazionale olandese, entrambe nel 1975: la prima contro il Belgio, ad Anversa, e la seconda contro la Germania Ovest, a Francoforte.

## Statistiche

### Cronologia presenze e reti in nazionale
| Cronologia completa delle presenze e delle reti in nazionale ― Paesi Bassi | Cronologia completa delle presenze e delle reti in nazionale ― Paesi Bassi | Cronologia completa delle presenze e delle reti in nazionale ― Paesi Bassi | Cronologia completa delle presenze e delle reti in nazionale ― Paesi Bassi | Cronologia completa delle presenze e delle reti in nazionale ― Paesi Bassi | Cronologia completa delle presenze e delle reti in nazionale ― Paesi Bassi | Cronologia completa delle presenze e delle reti in nazionale ― Paesi Bassi | Cronologia completa delle presenze e delle reti in nazionale ― Paesi Bassi |
| Data                                                                       | Città                                                                      | In casa                                                                    | Risultato                                                                  | Ospiti                                                                     | Competizione                                                               | Reti                                                                       | Note                                                                       |
| -------------------------------------------------------------------------- | -------------------------------------------------------------------------- | -------------------------------------------------------------------------- | -------------------------------------------------------------------------- | -------------------------------------------------------------------------- | -------------------------------------------------------------------------- | -------------------------------------------------------------------------- | -------------------------------------------------------------------------- |
| 30-4-1975                                                                  | Anversa                                                                    | Belgio                                                                     | 1 – 0                                                                      | Paesi Bassi                                                                | Amichevole                                                                 | -                                                                          |                                                                            |
| 17-5-1975                                                                  | Francoforte sul Meno                                                       | Germania Ovest                                                             | 1 – 1                                                                      | Paesi Bassi                                                                | Amichevole                                                                 | -                                                                          | 46’                                                                        |
| Totale                                                                     |                                                                            | Presenze                                                                   | 2                                                                          |                                                                            | Reti                                                                       | 0                                                                          |                                                                            |

## Palmarès

### Club

#### Competizioni nazionali
- Campionato olandese: 2

Ajax: 1976-1977, 1978-1979
- KNVB beker: 1

Ajax: 1978-1979

### Individuale
- Capocannoniere della Eerste Divisie: 1

1972-1973 (24 reti)